# Buchholterberg-Wachseldorn
Buchholterberg-Wachseldorn (toponimo tedesco) è stato un comune svizzero nel distretto di Thun.

## Storia
Il comune di Buchholterberg-Wachseldorn fu istituito nel 1805 con la fusione di comuni soppressi di Mittel-Buchholterberg e Wachseldorn-Gützenschwendi (che nel 1794 contavano rispettivamente 908 e 155 abitanti), tuttavia nel 1823 fu nuovamente scisso nei comuni di Buchholterberg e Wachseldorn.

## Geografia antropica

### Frazioni
Le frazioni di Buchholterberg-Wachseldorn erano:
- Mittel-Buchholterberg[1]
  - Obere Allmendgemeinde
    - Bätterich
    - Heimenschwand, in parte
    - Zihl

  - Untere Allmendgemeinde
    - Badhaus
    - Heimenschwand, in parte
    - Ibach
    - Marbach
    - Rothache
    - Schaubhaus
    - Teufenbach
    - Wangelen
    - Wyler
- Wachseldorn-Gützenschwendi[2]
  - Süderen
  - Wachseldorn-Dorf

## Amministrazione
Ogni famiglia originaria del luogo faceva parte di uno dei suoi comuni patriziali e aveva la responsabilità della manutenzione di ogni bene ricadente all'interno dei confini del comune.